# Charles Crawford Davis
Charles Crawford Davis (* 27. November 1893 in Fenton, Michigan; † 16. Dezember 1966 in Ojai, Kalifornien) war ein US-amerikanischer Tontechniker, der 1948 den Oscar für Wissenschaft und Entwicklung (Academy Scientific & Engineering Award) erhielt. 

## Leben
Er ging auf die Fenton High School und studierte Maschinenbau an der University of Michigan. Im Ersten Weltkrieg diente er bei den American Expeditionary Forces. Nach dem Krieg zog er nach Kalifornien und arbeitete in der Filmindustrie. Er entwickelte Technik zur Integration von Ton und Film in Aufnahmekameras und Projektoren. Damals waren seine Erfindungen in der Industrie weit verbreitet. Für seine Innovationen erhielt er mehrere Patente. 1948 erhielt er einen Oscar für seinen technischen Beitrag für die Filmindustrie. 1956 erhielt er den Samuel Warner Memorial Award der Society of Motion Picture and Television Engineers. 1958 bekam er den Emile Berliner Award von der Audio Engineering Society.